# 이훈 (1991년)
이훈(1991년 4월 2일 ~ )은 대한민국의 축구 선수로서 포지션은 수비수이다.

## 수상

### 클럽

#### 울산 현대미포조선 돌고래
- 내셔널리그
  - 우승 1회 : 2016